# Barbara Erni
Barbara Erni, född 1743, död 1785, var en ökänd liechtensteinsk svindlare och tjuv. Hon bedrev lurendrejeri på värdshus genom hela västra Europa. Hon var den sista person som har avrättats i Liechtenstein.